# Desiderius (Caesar)
Desiderius († 353?) war ein angeblicher Bruder des römischen Gegenkaisers Magnentius.
Desiderius soll von seinem Bruder zum Caesar ernannt und bald darauf getötet worden sein, als der nach der Schlacht bei Mursa in Lugdunum eingeschlossene Usurpator angesichts der Aussichtslosigkeit seiner Lage in einem regelrechten Amoklauf alle seine Verwandten und Freunde umbrachte und anschließend sich selbst tötete, um nicht in die Hände seines Rivalen Constantius II. zu fallen. Nach Zonaras wurde Desiderius jedoch nur schwer verwundet und ergab sich Constantius nach seiner Genesung. 
In der Forschung wird die Glaubwürdigkeit der Angaben über Desiderius als sehr niedrig eingeschätzt, er ist vermutlich als fiktiv zu betrachten. Zudem sind von Desiderius, im Gegensatz zum Caesar Decentius, auch keine Münzen bekannt. 